# Fiona Murtagh
Fiona Murtagh (Galway, 11 de julho de 1995) é uma remadora irlandesa, medalhista olímpica.

## Carreira
Murtagh conquistou a medalha de bronze nos Jogos Olímpicos de Verão de 2020 em Tóquio com a equipe da Irlanda no quatro sem feminino, ao lado de Aifric Keogh, Eimear Lambe e Emily Hegarty, com o tempo de 6:20.46.